# North to Alaska
"North to Alaska" er en hitsang fra 1960, sunget af Johnny Horton. Den var titelsang til filmen North to Alaska, (på dansk: Kom til Alaska) med John Wayne i hovedrollen.
En dansk version af sangen med titlen "Kom til Alaska" blev indspillet af Four Jacks.
| Musik | Spire Denne musikartikel er en spire som bør udbygges. Du er velkommen til at hjælpe Wikipedia ved at udvide den. |